# Posse Comitatus (Organisation)
Die Posse Comitatus (lateinisch für Kraft für das Land) ist eine locker organisierte, rechtsextreme, soziale US-amerikanische Bewegung. Die in den 1960er Jahren gegründete Bewegung vertritt eine verschwörungstheoretische, regierungsfeindliche, antisemitische Ideologie, die auch Aspekte des Christentums und der weißen Überlegenheit umfasst.
Der Name der Bewegung leitet sich vom gleichnamigen Konzept aus dem britischen und US-amerikanischen Common Law ab. Dort ist ein posse comitatus eine Gruppe, die vom Bezirkssheriff oder Polizeipräsidenten mobilisiert wird, um Gesetzlosigkeit in einem Landkreis zu unterdrücken.
Viele Mitglieder des Posse Comitatus (PC) hängen der Idee des Survivalismus an. Die Posse war in den 1990er Jahren für die Gründung von Milizen verantwortlich.

## Historischer Hintergrund
Die PC entwickelte starke Bindungen an die antisemitische und der Idee der White Supremacy anhängende Christian-Identity-Bewegung. Sie halten sich selbst für Israeliten, die vom Gott Jahwe auserkoren seien. Ebenfalls wird die Auffassung vertreten, die Juden würden im Auftrag Satans die Zivilisation mit Hilfe der Federal Reserve und der Internal Revenue Service zerstören wollen. 1985 erklärten Mitglieder der Posse Comitatus: "Our nation is now completely under the control of the International Invisible government of the World Jewry." („Unsere Nation ist nun vollständig unter der Kontrolle der internationalen unsichtbaren Regierung des Weltjudentums“).
Posse-Standorte wurden 1969 in Portland, Oregon, von Henry Lamont Beach gegründet. Lamont war vorher Mitglied bei den  Silver Shirts – eine an der NSDAP angelehnte Partei, die sich nach Hitlers Machtergreifung gegründet hatte."
William Potter Gale wurde als einer der Gründer angesehen.
Die PC ist der Auffassung, es gebe keine höhere staatliche Autorität als die des Countys und demnach auch keine höhere staatliche Autorität als den County-Sheriff. Sollte der Sheriff nicht im Sinne der Bevölkerung handeln:
...he shall be removed by the Posse to the most populated intersection of streets in the township and at high noon be hung by the neck, the body remaining until sundown as an example to those who would subvert the law. (...er soll von der Posse entfernt werden und an der verkehrsreichsten Kreuzung der Straßen in der Gemeinde und am Mittag aufgehängt werden und sein Körper soll bis zum Sonnenuntergang hängen bleiben, als Beispiel für diejenigen, die das Gesetz untergraben wollen)

## Bundessteuer
Mitglieder der Posse Comitatus weigern sich häufig Steuern zu zahlen, Führerscheine zu erwerben oder sonst mit staatlichen Stellen zusammenzuarbeiten. Sie glauben allein an den Goldstandard, der von der Verfassung der USA vorgesehen sei.

## Kriminelle Aktivitäten
Am 13. Februar 1983 erschoss das Ex-Posse-Mitglied Gordon Kahl zwei US-Marshals, die ihn in North Dakota festnehmen wollten. 
Am 3. Juni 1983 ereignete sich eine weitere Schießerei, in der Kahl und der Sheriff Gene Matthews aus dem Lawrence County, Arkansas getötet wurden.     Andere Mitglieder der Posse wurden wegen zahlreicher Delikte verfolgt, diese reichten von Steuerhinterziehung bis zur Bedrohung von Staatsbeamten.

## Souveräne Bürger
Die Theorien der Posse Comitatus wurden vom Sovereign Citizen Movement (Bewegung der souveränen Bürger) aufgegriffen. Diese Bewegung ist der Auffassung, dass ein US-Bürger nur der Verfassung unterworfen sei und keinen Bundes- oder Landesgesetzen (was die meisten Steuergesetze beinhaltet). Einige dieser Mitglieder waren der Auffassung, dass Afro-Amerikaner nicht die gleichen Bürgerrechte genießen wie Weiße, da sie erst durch das 14. Amendment Bürger wurden.
Das Federal Bureau of Investigation ordnet die Sovereign Citizens ("sovereign citizen extremists") als domestic terrorist group ein.  2010 schätzte das Southern Poverty Law Center (SPLC), dass ca. 100.000 Amerikaner  "hard-core sovereign believers" (strikte überzeugte Anhänger der Bewegung) mit weiteren 200.000 Anhängern seien. Die 200.000 sollen allerdings nur Mitläufer sein.

## Alpine County, Kalifornien
In den späten 1970ern versuchte die Posse Comitatus das Alpine County auf legalem Wege in ihre Gewalt zu bringen. Mitglieder ließen sich in der Stadt nieder und versuchten, Mitglieder in den Stadtrat zu wählen.
Alpine County liegt in den Sierra Nevada Bergen östlich von Stockton, Kalifornien. Die Bevölkerung betrug 2010 1.175 Personen. Die Posse wollte sich durch Wahlen in Alpine County festsetzen und auf legalem Wege die Macht in der Stadt übernehmen. Die Gruppe stellte einen Kandidaten für das Amt des Sheriffs auf und versuchte die Wahl mit erfundenen Personen für sich zu entscheiden. Dafür wurden in betrügerischer Absicht Personen als Bürger angemeldet, die gar nicht existierten. Sechs Personen wurden wegen Wahlbetruges verfolgt und der aktuelle Sheriff wiedergewählt.

## Tigerton, Wisconsin
Die Posse war in Tigerton, Wisconsin aktiv und präsent. Dies endete Anfang der 1980er Jahre, als eine Verhaftungswelle die Führungsebene der Posse aus dem Verkehr zog.